# ASLAメダル
ASLAメダル（The American Society of Landscape Architects Medal）は、全米ランドスケープアーキテクト造園家協会（en:American Society of Landscape Architects、ASLA) が公衆と環境の福祉にユニークかつ永続的な影響を与えてきたランドスケープアーキテクトにその生涯の功績と貢献をたたえ、毎年授与している賞与。

## 歴史
栄誉は1971年以来毎年授与している。
歴代受賞者はASLAフェロー（FASLA）が多いが、受賞者のうちシルビア・クロー、ジェフリー・ジェリコー、ノーマン・ニュートンの3
人はASLAフェローでなく受賞している。

## 受賞者一覧
- 2021年 - ダーウィナ・ニール（Darwina Neal）
- 2020年 - アン・スパーン
- 2019年 - キャロル・フランクリン（Carol Franklin）
- 2018年 - リンダ・ジュエル（Linda Jewell）
- 2017年 - チャールズ・バーンバウム（Charles Birnbaum）
- 2016年 - カート・カルバートソン（Kurt Culbertson）
- 2015年 - ポール・フリードバーグ
- 2014年 - リチャード・ベル（Richard Bell）
- 2013年 - ウォーレン・T.バード・ジュニア（Warren T. Byrd Jr.）
- 2012年 - コーネリア・オーベルレンダー
- 2011年 - ローリー・オーリン（英語版）
- 2010年 - エドワード・L.ドーハティ（Edward L. Daugherty）
- 2009年 - ジョセフ・E.ブラウン（Joseph E. Brown）
- 2008年 - ジョー・A.ポーター（英語版）
- 2007年 - ウィリアム・B.キャラウェイ（英語版）
- 2006年 - キャメロン・R.マン（Cameron R. Man）
- 2005年 - ジェーン・シルバースタイン・リース（英語版）
- 2004年 - ピーター・ウォーカー (ランドスケープアーキテクト)
- 2003年 - リチャード・ハーグ
- 2002年 - モーガン・エバンス（英語版）
- 2001年 - ロバート・E.マーヴィン（Robert E. Marvin）
- 2000年 - カール・D.ジョンソン（Carl D. Johnson）
- 1999年 - スチュアート・ドーソン（Stuart O. Dawson）
- 1998年 - キャロル・R・ジョンソン（英語版）
- 1997年 - ジュリアス・G.ファボス（Julius G. Fabos）
- 1996年 - ジョン・T・ライル（英語版）
- 1995年 - エルヴィン・ズベ（Ervin H. Zube）
- 1994年 - エドワード・ダレル・ストーン・ジュニア（英語版）
- 1993年 - アーサー・エドウィン・バイ（英語版）
- 1992年 - ロバート・S.ライヒ（Robert S. Reich）
- 1991年 - ミード・パーマー（Meade Palmer）
- 1990年 - レイモンド・L.フリーマン（Raymond L. Freeman）
- 1989年 - ロバート・ロイストン
- 1988年 - シルビア・クロー（Sylvia Crowe）
- 1987年 - フィリップ・H.ルイス・ジュニア（英語版）
- 1986年 - ウィリアム・J・ジョンソン
- 1985年 - ロバート・ブール・マルクス
- 1984年 - イアン・マクハーグ
- 1983年 - セオドア・O.オスモンドソン（Theodore O. Osmundson）
- 1982年 - チャールズ・エリオット
- 1981年 - ジェフリー・ジェリコー（Geoffrey Jellicoe）
- 1980年 - ウィリアム・G.スウェイン（William G. Swain）
- 1979年 - ノーマン・ニュートン（Norman Newton）
- 1978年 - ローレンス・ハルプリン
- 1977年 - ヒューバート・ボンド・オーエンス（Hubert Bond Owens）
- 1976年 - トーマス・チャーチ
- 1975年 - ガレット・エクボ
- 1974年 - キャンベル・E.ミラー（Campbell E. Miller）
- 1973年 - J.O.サイモンズ
- 1972年 - コンラッド・L.ワース（英語版）
- 1971年 - ヒデオ・ササキ